# فولديمار ليستيان
فولديمار ليستيان (بالفرنسية: Voldemar Lestienne)‏ (2 ديسمبر 1931 - 1 ديسمبر 1990 في باريس)، هو كاتب وصحفي فرنسي، فاز بجائزة عام 1975 جائزة أنتيراليي.

## روابط خارجية
- فولديمار ليستيان على Babelio
- Les furieux fracas de Voldemar Lestienne على Unidivers
- فولديمار ليستيان على Goodreads